# Srbice (hradiště)
Srbice jsou pravděpodobně pravěké hradiště u stejnojmenné obce v okrese Domažlice. Nachází se asi 500 metrů severovýchodně od vesnice na návrší s kostelem svatého Víta.
Povrchovými sběry na lokalitě získali v roce 1988 Jaroslav Bašta a Dara Baštová soubor keramických střepů. Část z nich patřila do blíže neurčitelného pravěkého období a část pocházela ze dvanáctého až třináctého století. Opevněná plocha hradiště měřila asi 0,5 hektaru a další sídliště s rozlohou jednoho hektaru se nacházelo na poli v místech východně od kostela. Z opevnění se v podobě meze dochovalo torzo rozoraného valu. Na jeho vnější straně, kde se nachází louka, byla nalezena keramika z mladší doby hradištní, mazanice a úlomky železné strusky.